# Cacia palawanica
Cacia palawanica là một loài bọ cánh cứng trong họ Cerambycidae.